# リック・キャリー
リック・キャリー（Rick Carey, 1963年3月13日 - ）は、アメリカ合衆国ニューヨーク州マウント・キスコ出身のアメリカ人男子競泳選手である。1984年ロサンゼルスオリンピックで100m背泳ぎ・200m背泳ぎ・400mメドレーリレーで3冠を達成した。

## 経歴

### 1982年世界選手権
200m背泳ぎ・400mメドレーリレーで金メダル、100m背泳ぎで銀メダルを獲得。

### 1984年ロサンゼルスオリンピック
100m背泳ぎ・200m背泳ぎ・400mメドレーリレーで三冠を達成。背泳ぎ2冠はローラント・マッテス、ジョン・ネーバーに次いで3人目、メドレーリレーを合わせた3冠はジョン・ネーバーに次いで2人目の快挙となった。